# Todd Smith (homme politique)
Pour les articles homonymes, voir Calandra.
Todd Smith, né le  7 octobre 1970 à Riverview, est un homme politique provincial canadien de l'Ontario, membre du Parti progressiste-conservateur.

## Biographie
Né à Riverview au Nouveau-Brunswick, Smith travailla à la radio CJBQ, CIGL-FM et CJTN-FM de Quinte pendant seize ans. Il devint par la suite directeur des nouvelles de la Quinte Broadcasting.

### Carrière politique
Élu député progressiste-conservateur dans la circonscription de Prince Edward—Hastings en 2011, il est réélu en 2014 et dans la nouvelle circonscription de Baie de Quinte en 2018.
Il sert comme Leader du gouvernement à l'Assemblée législative à partir de juin 2018 et également ministre du Développement économique, du Commerce et de l'Emploi de novembre 2018 à juin 2019.
Ministre des Services aux consommateurs de juin 2018 à novembre 2018, il devint ministre des Enfants, des Services sociaux et communautaires à partir de juin 2019.